# Navacerrada
Navacerrada település Spanyolországban, Madrid tartományban. Navacerrada Becerril de la Sierra, Collado Mediano, Cercedilla, Manzanares el Real, El Boalo és San Ildefonso községekkel határos. Lakosainak száma 3290 fő (2024).

## Népesség
A település népessége az utóbbi években az alábbiak szerint változott:
| Lakosok száma | 1913 | 2309 | 2575 | 2710 | 2793 | 2862 | 2894 | 2972 | 3218 | 3290 |
|               | 2001 | 2004 | 2007 | 2009 | 2012 | 2014 | 2017 | 2019 | 2022 | 2024 |